# My Love
My Love ist eine Soul-Ballade von Lionel Richie aus dem Jahr 1982, die von ihm geschrieben und in Kooperation mit James Anthony Carmichael produziert wurde. Sie erschien als dritte Single des Debütalbums Lionel Richie.

## Inhalt
Die Ballade handelt von einer Liebesbezeugung innerhalb einer Beziehung, die seit langer Zeit besteht.

## Geschichte
Das Lied entspricht wie viele Songs aus dem Debütalbum der Richtung Soul. Anders als die anderen Songs enthält dieser Softrock-Einflüsse, der Backgroundgesang stammt von Kenny Rogers.
Die Veröffentlichung der Single fand im März 1983 statt. Genau wie sein Vorgänger You Are schaffte dieser Song es nicht die Top Ten der britischen Charts, konnte aber in den Vereinigten Staaten an die vorigen Erfolge anknüpfen.

## Coverversionen
- 1995: Richard Marx
- 2004: Dan Fogelberg